# Fillmore (Utah)
Fillmore ist ein Ort und County Seat des Millard County im Bundesstaat Utah. Das U.S. Census Bureau hat bei der Volkszählung 2020 eine Einwohnerzahl von 2592 ermittelt.

## Geschichte
Fillmore wurde 1851 von Brigham Young als neue Hauptstadt des Staates Deseret gegründet und nach dem 13. Präsidenten der USA Millard Fillmore benannt. Bis 1858 war Fillmore Hauptstadt des Utah Territory, danach wurde der Regierungssitz wieder zurück nach Salt Lake City verlegt. Von dem großzügig geplanten Regierungsgebäude (Territorial Statehouse) wurde nur ein Seitenflügel fertiggestellt. Dieser besteht noch heute und beherbergt ein Museum.

## Demographie

### Altersstruktur
| Bevölkerung | Jahre   | Anteil  |
| ----------- | ------- | ------- |
| unter       | 18      | 36,80 % |
| von         | 18 – 24 | 8,30 %  |
| von         | 25 – 44 | 23,80 % |
| von         | 45 – 64 | 17,80 % |
| über        | 65      | 13,30 % |

Das durchschnittliche Alter beträgt 30 Jahre.

## Persönlichkeiten
- Alice Merrill Horne (* 1868 in Fillmore; † 1948), Künstlerin und Politikerin